# 室根村
室根村（むろねむら）は、岩手県東磐井郡にあった村。現在の一関市のうち、室根町を冠する各大字にあたる。
2005年（平成17年）9月20日に、一関市、花泉町、大東町、千厩町、東山町、川崎村と合併し、新たな一関市となった。

## 地理

### 自然
- 山岳：室根山など
- 河川：大川、津谷川、田茂木川など

## 歴史

### 沿革
- 1955年（昭和30年）4月1日 - 東磐井郡折壁村・矢越村および大津保村の一部（津谷川）が新設合併し発足。
- 2005年（平成17年）9月20日 - 一関市、西磐井郡花泉町、東磐井郡大東町、千厩町、東山町、川崎村と新設合併し、改めて一関市が発足。同日室根村は廃止した。

## 行政
- 最後の村長：小山寛（おやま ひろし・2001年7月11日就任）

### 支所
1997年3月までは支所を設けていた。
- 室根村役場矢越支所 - 矢越字鳥矢森229番地[3]
- 室根村役場津谷川支所 - 津谷川字上川原19-1番地[3]

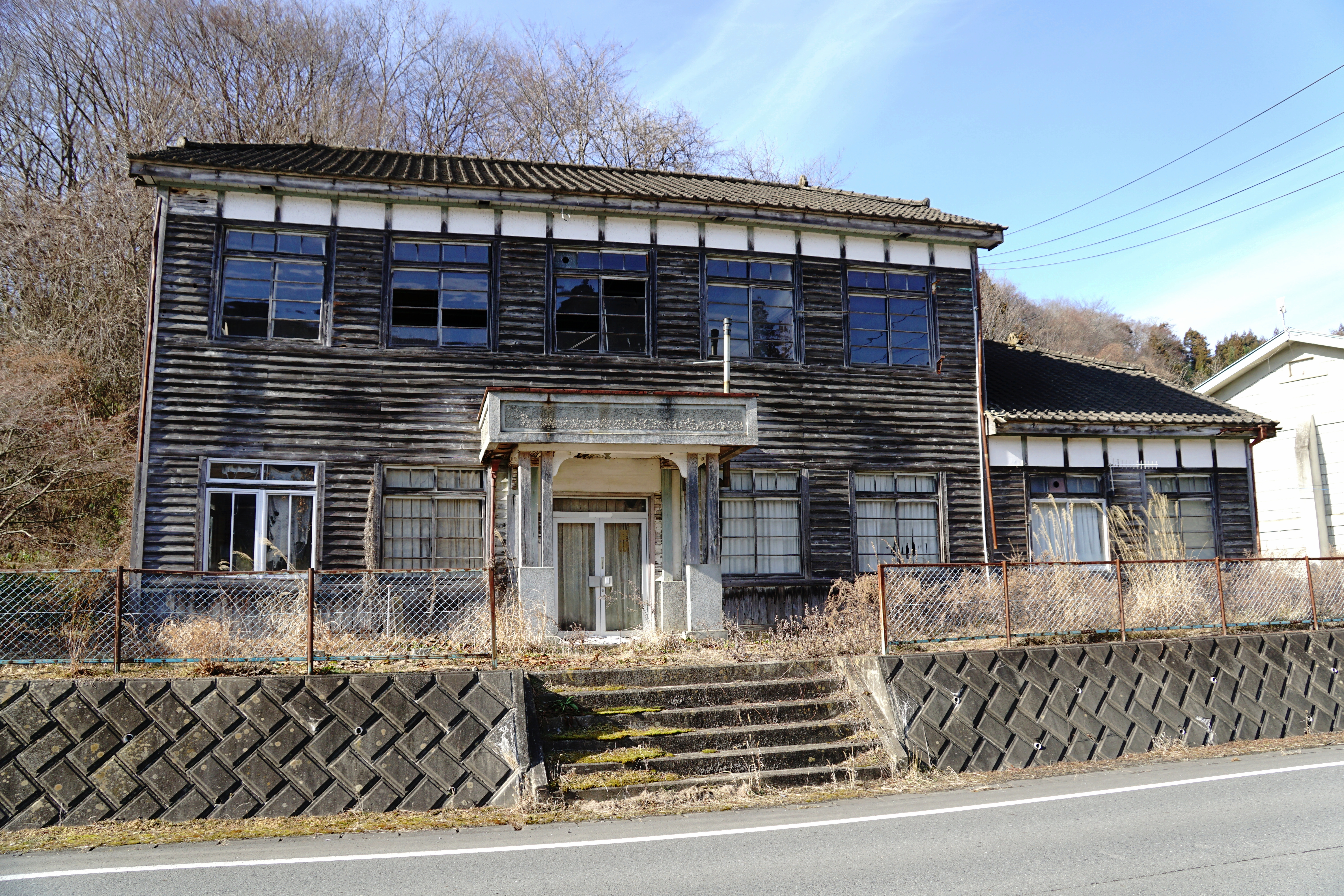
室根村役場矢越支所（2024年1月撮影）

## 対外関係

### 友好都市
国内
- 田辺市（和歌山県）
  - 旧・本宮町と1983年（昭和58年）10月23日に友好都市提携[4]。
- 吉川市（埼玉県）
  - 1997年（平成9年）4月15日に友好都市提携[4]。
- 気仙沼市（宮城県）
  - 2003年（平成15年）5月8日に友好都市提携[5]。

## 地域

### 人口
| 室根村の人口推移 |         |  |
| \| 1955年（昭和30年） \| 9,751人 \| \| \| 1960年（昭和35年） \| 9,208人 \| \| \| 1965年（昭和40年） \| 8,468人 \| \| \| 1970年（昭和45年） \| 7,787人 \| \| \| 1975年（昭和50年） \| 7,280人 \| \| \| 1980年（昭和55年） \| 7,246人 \| \| \| 1985年（昭和60年） \| 6,965人 \| \| \| 1990年（平成2年） \| 6,791人 \| \| \| 1995年（平成7年） \| 6,552人 \| \| \| 2000年（平成12年） \| 6,316人 \| \| \| 2005年（平成17年） \| 5,886人 \| \| |         |  |
| 総務省統計局 国勢調査より |         |  |
| 1955年（昭和30年） | 9,751人 |  |
| 1960年（昭和35年） | 9,208人 |  |
| 1965年（昭和40年） | 8,468人 |  |
| 1970年（昭和45年） | 7,787人 |  |
| 1975年（昭和50年） | 7,280人 |  |
| 1980年（昭和55年） | 7,246人 |  |
| 1985年（昭和60年） | 6,965人 |  |
| 1990年（平成2年） | 6,791人 |  |
| 1995年（平成7年） | 6,552人 |  |
| 2000年（平成12年） | 6,316人 |  |
| 2005年（平成17年） | 5,886人 |  |

合併後は一貫して減少傾向にあった。

## 公的機関

### 警察
岩手県警察
- 千厩警察署（管轄：東磐井郡）
  - 室根駐在所 - 1999年3月10日に矢越駐在所を統合し、折壁駐在所から室根駐在所へ改称した。名称は、地元民や国道284号を利用する県外ドライバーなどからの要望に応えたものとなった[6]。
  - 津谷川駐在所

### 消防
両磐地区消防組合
- 千厩消防署室根分署

### 医療
- 室根診療所
- 室根歯科診療所

## 公共施設
主な施設を掲載。
図書館
- 室根村立図書館

公民館
- 室根公民館

運動施設
折壁地域
- 室根きらめきパーク：室根体育館（アリーナ：1,384 m2）、室根野球場、室根テニスコート

## 経済

### 町内に本社及び拠点事務所を置く主な企業
- オヤマ（鶏生産・食肉加工・販売）

## 郵便
郵便局
- 室根郵便局
- 矢越郵便局

簡易郵便局
- 津谷川簡易郵便局 - 1989年4月1日に津谷川郵便局から移行した[7]。

## 教育
村内に高等学校は所在しない。最寄りの高校は岩手県立千厩高等学校（千厩町）。

### 中学校
- 室根村立室根中学校

※以下は廃校
- 室根村立折壁中学校（1971年・新設の室根中学校へ統合）
- 室根村立矢越中学校（同上）
- 室根村立津谷川中学校（同上）

### 小学校
- 室根村立折壁小学校
- 室根村立上折壁小学校
- 室根村立釘子小学校
- 室根村立津谷川小学校
- 室根村立浜横沢小学校

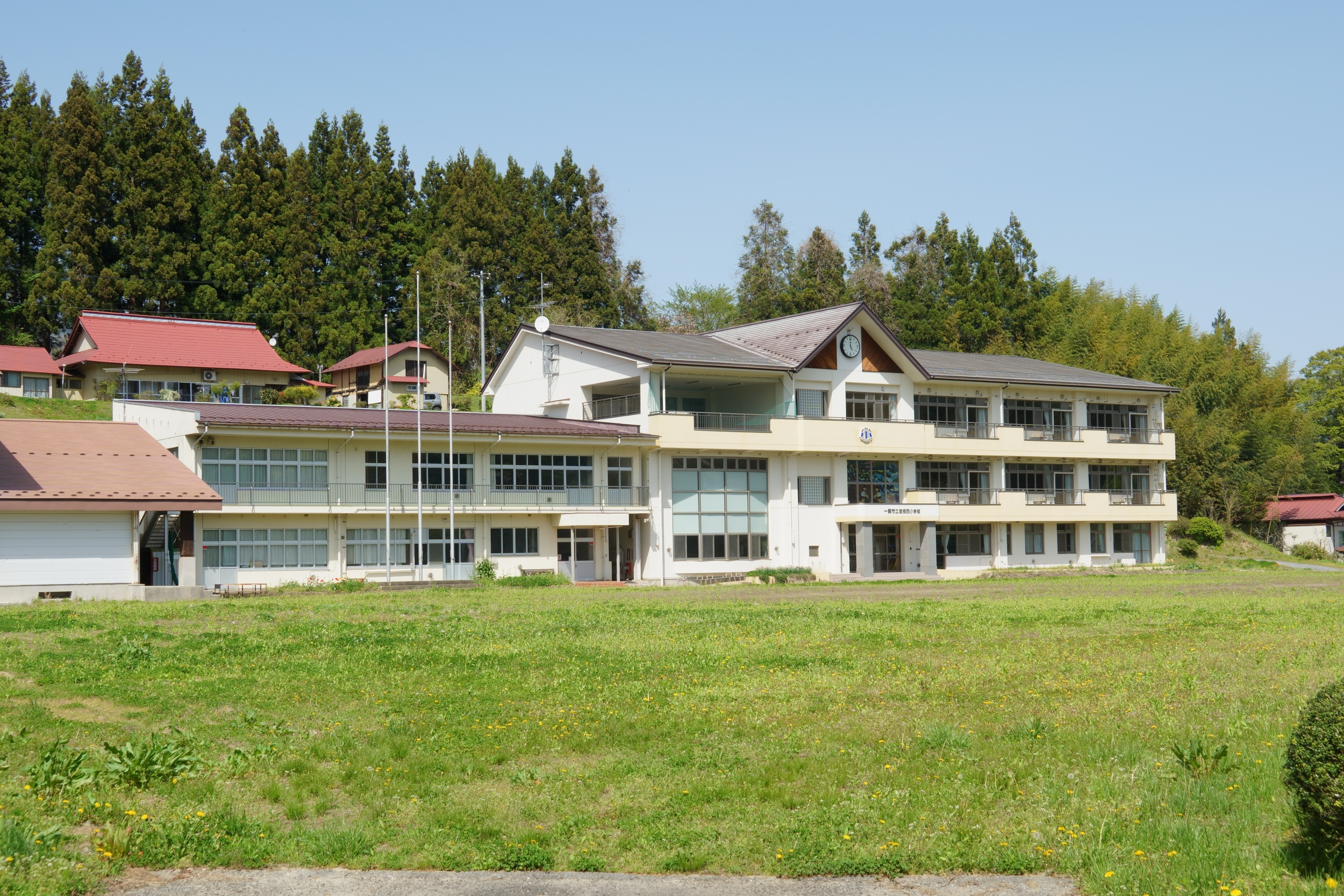
上折壁小学校（2024年4月撮影）
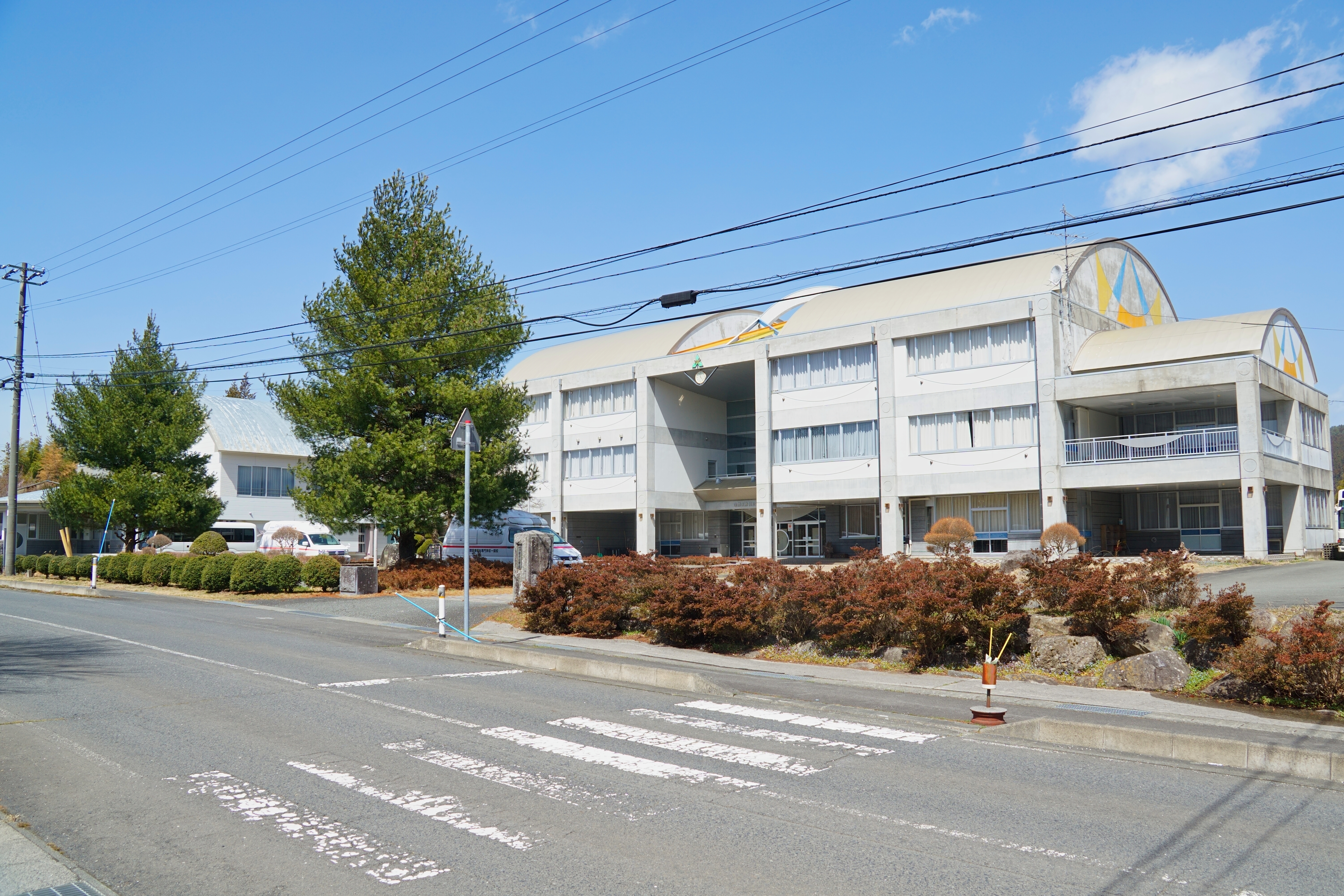
釘子小学校（2024年3月撮影）
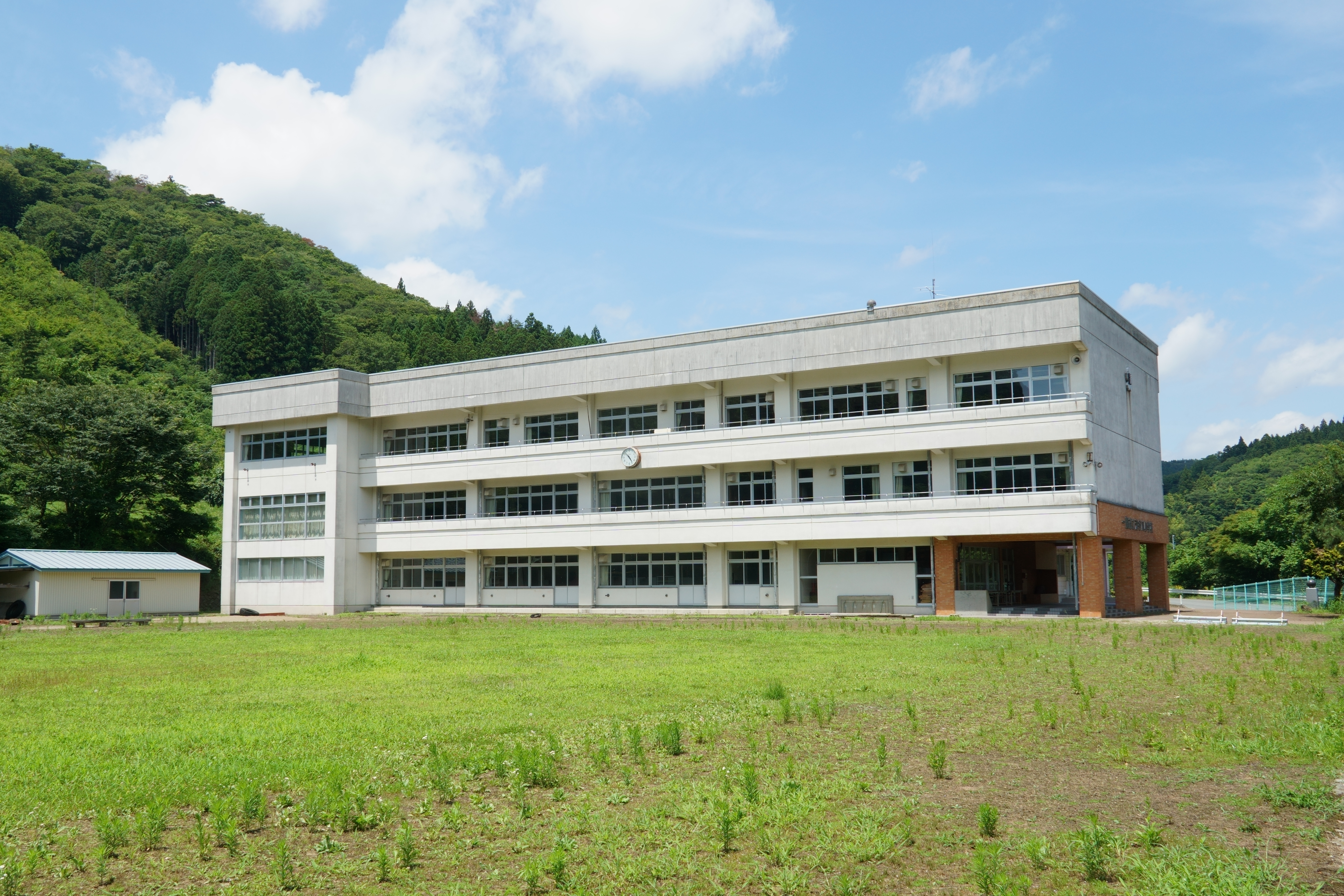
津谷川小学校（2024年7月撮影）
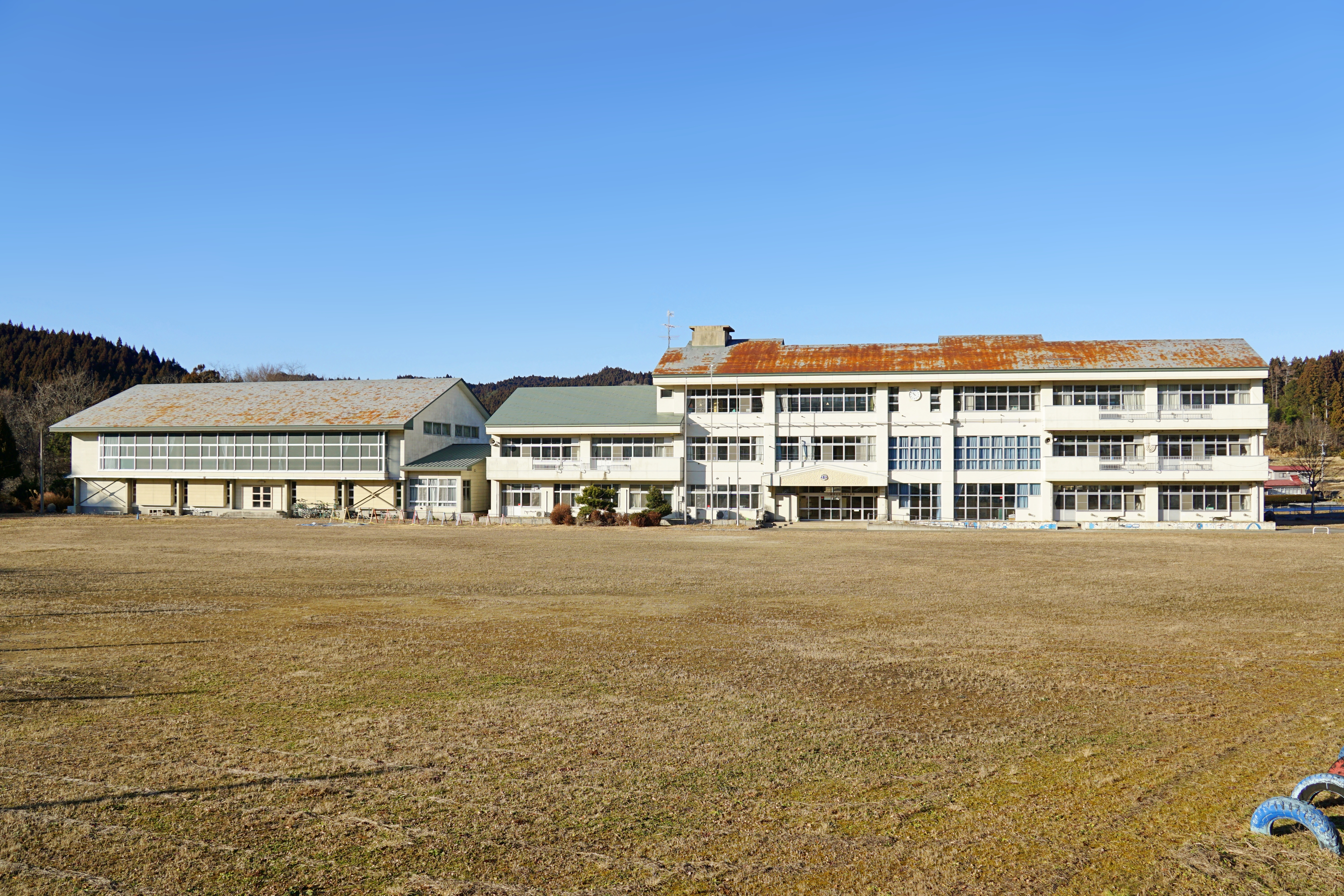
浜横沢小学校（2024年1月撮影）

### 保育園・児童館
- 室根村立折壁保育園
- 室根村立津谷川保育園
- 室根村立釘子保育園
- 室根村立上折壁児童館
- 室根村立浜横沢児童館

## 交通

### 鉄道
- 東日本旅客鉄道（JR東日本）
  - 大船渡線：矢越駅 - 折壁駅 - 新月駅

### 路線バス
- 岩手県交通

### 道路

#### 一般国道
- 国道284号

#### 県道
主要地方道
- 岩手県道10号江刺室根線
- 宮城県道・岩手県道18号本吉室根線

一般県道
- 岩手県道107号矢越停車場線
- 岩手県道136号折壁停車場線
- 岩手県道140号新月停車場線
- 岩手県道218号藤沢津谷川線
- 岩手県道263号折壁大原線

## 名所・旧跡・観光

### 国指定文化財
- 室根神社祭のマツリバ行事（国指定重要無形民俗文化財）指定：1985年（昭和60年）1月12日

### 岩手県指定文化財
- 木造聖観音立像（南流神社）

### 観光地
- 室根高原県立自然公園
  - 室根山
  - きらら室根山展望台
  - 望洋平キャンプ場
- ひこばえの森